# Diócesis de La Spezia-Sarzana-Brugnato
La diócesis de La Spezia-Sarzana-Brugnato (en latín: Dioecesis Spediensis-Sarzanensis-Brugnatensis y en italiano: Diocesi della Spezia-Sarzana-Brugnato) es una circunscripción eclesiástica de la Iglesia católica en Italia. Se trata de una diócesis latina, sufragánea de la arquidiócesis de Génova. Desde el 20 de octubre de 2012 su obispo es Luigi Ernesto Palletti.

## Territorio y organización

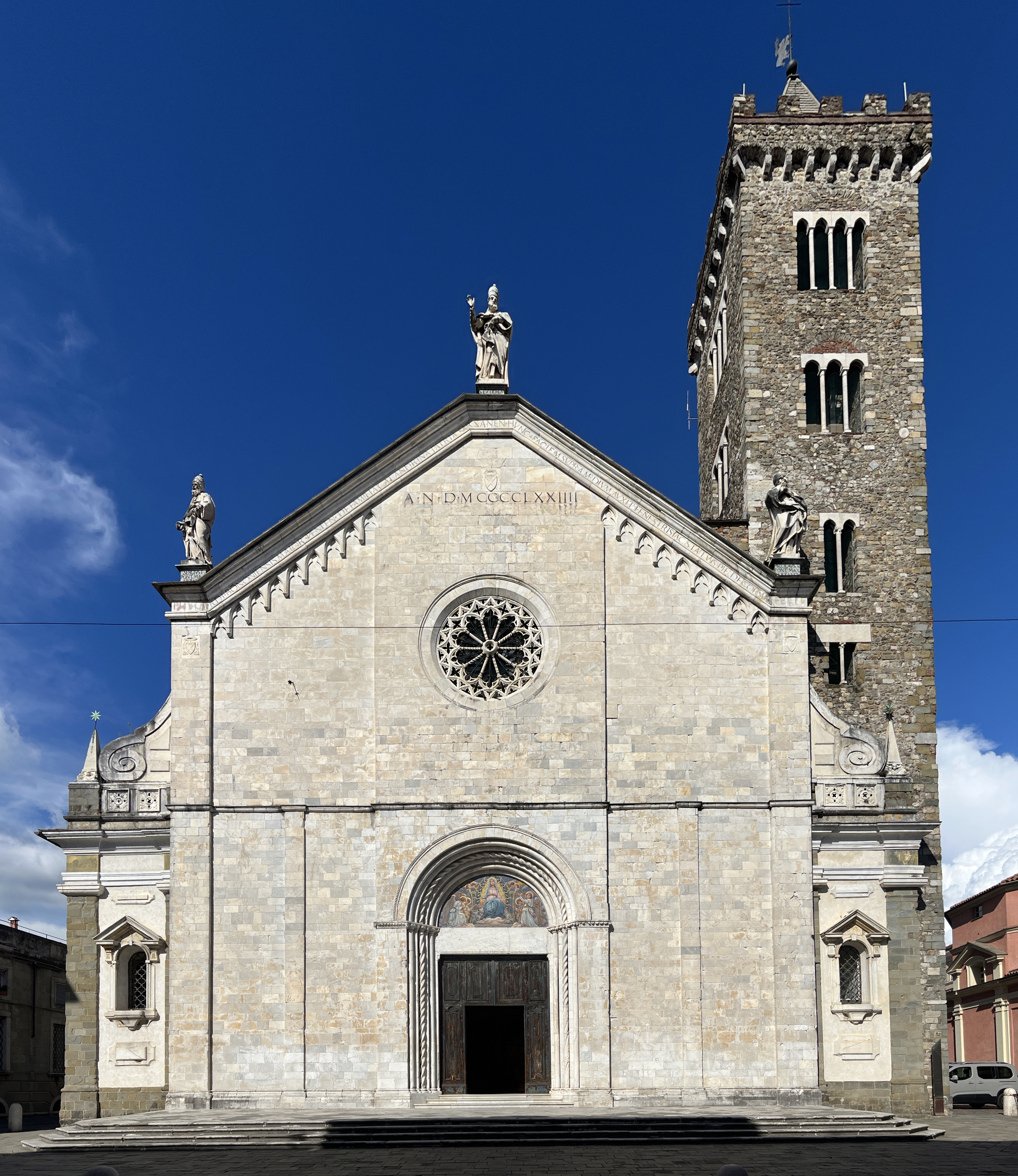
Concatedral de Santa María Asunta, en Sarzana

La diócesis tiene 881 km² y extiende su jurisdicción sobre los fieles católicos de rito latino residentes en la provincia de La Spezia de la región de Liguria.

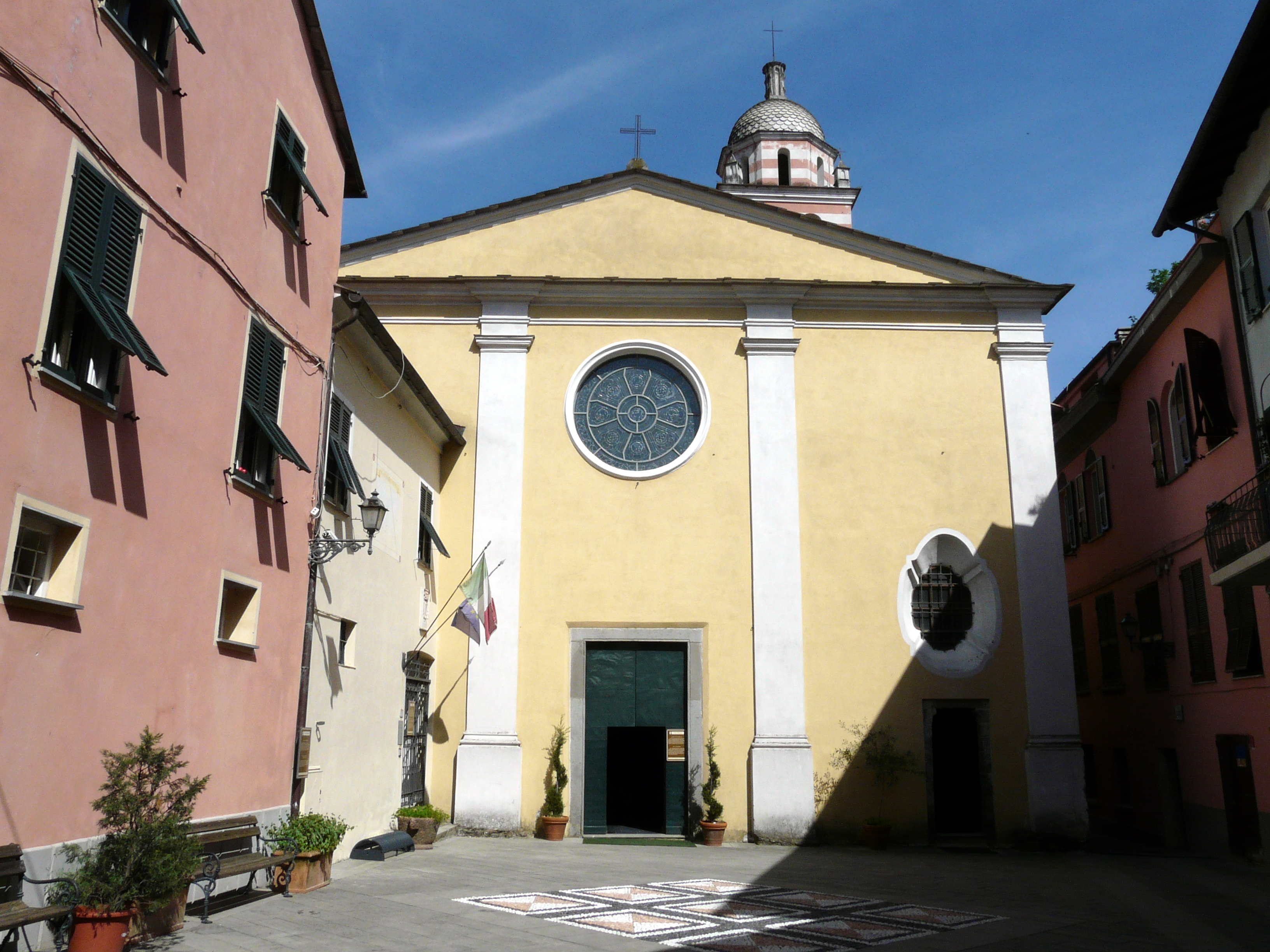
Concatedral de los Santos Pedro, Lorenzo y Colombano, en Brugnato

La sede de la diócesis se encuentra en la ciudad de La Spezia, en donde se halla la Catedral de Cristo Rey. En Sarzana se halla la Concatedral de Santa María Asunta, en Brugnato la Concatedral de los Santos Pedro, Lorenzo y Columbano, y en Luni (llamada Ortonovo hasta el 20 de abril de 2017) se encuentran las ruinas de la antigua Catedral de Santa María. El seminario episcopal tiene su sede en Sarzana, mientras que el de Brugnato permaneció activo hasta los años 1950.
En 2021 en la diócesis existían 186 parroquias agrupadas en 11 vicariatos foráneos, y estos en 4 zonas pastorales:
| Zona pastoral | Vicariato foráneo  | Nº parroquias |
| ------------- | ------------------ | ------------- |
| Golfo         | La Spezia I        | 23            |
| Golfo         | La Spezia II       | 17            |
| Val di Magra  | Sarzana            | 13            |
| Val di Magra  | Bassa Val di Magra | 8             |
| Val di Magra  | Media Val di Magra | 17            |
| Val di Magra  | Alta Val di Magra  | 18            |
| Val di Vara   | Brugnato           | 18            |
| Val di Vara   | Bassa Val di Vara  | 15            |
| Val di Vara   | Media Val di Vara  | 15            |
| Val di Vara   | Alta Val di Vara   | 21            |
| Riviera       | Riviera            | 21            |

## Historia
La actual diócesis es el resultado de la unión plena de tres diócesis anteriores, realizada en 1986: la diócesis de Luni, con sede posteriormente trasladada a Sarzana, la diócesis de Brugnato y la diócesis de La Spezia.

### Diócesis de Luni
El origen de la diócesis es muy antiguo: la antigua ciudad de Luni fue probablemente un obispado ya en la época apostólica: los primeros testimonios escritos se remontan al año 465. Los orígenes del cristianismo en la zona no son fáciles de datar, pero se remontan a principios del siglo III: la presencia del tráfico del puerto de Luni, que giraba en torno a las canteras locales de mármol de los Alpes Apuanos, la rotación de guarniciones militares y el reparto de las tierras del campo lunense a los veteranos favorecieron primero el conocimiento, y luego la difusión, de la nueva religión. En 275 fue elegido el papa Eutiquiano, a quien el Liber Pontificalis recuerda como natione Tuscus ex patre Marino de civitate Lunae. En cuanto a la fundación, formación y organización territorial, es razonable suponer que la diócesis se formó posteriormente, hacia principios del siglo V.
Originalmente el territorio era vasto e incluía también partes de las actuales Emilia-Romaña y Toscana; que todavía se desprende de las bulas con las que el papa Eugenio III y el papa Anastasio IV confirmaron los territorios de Luni en el siglo XII. La diócesis de Luni, inmediatamente sujeta a la Sede Apostólica, tenía una extensión muy vasta: incluía las islas de Palmaria, Tino y Tinetto, Capraia y Gorgona; los valles de Vara, Magra, Carrione y Frigido, el valle superior del Taro y todo el alto Garfagnana, hasta el río Versilia, donde estaba el límite con la diócesis de Lucca. La frontera con la diócesis de Génova estaba en Punta dei Marmi entre Montaretto y Framura.
Bajo el reinado de Liutprando todas las tierras bizantinas restantes fueron definitivamente conquistadas por los lombardos y los obispos locales intentaron reducir de nuevo todos los territorios de la diócesis bajo su plena protección, contrarrestando la política expansionista, tanto económica y territorial como religiosa y jurisdiccional, de la diócesis de Lucca: de hecho, la iglesia parroquial de San Vitale a Massa estaba en el centro de las cortes pertenecientes a los obispos de Lucca, como la de Vezzano, mientras que los nobles Lucchesi dominaron la iglesia parroquial de San Lorenzo di Monte Libero hasta el siglo XIII y las iglesias parroquiales periféricas de Versilia y San Pietro di Castello, incluidas en el comité de Lucca, también gravitaban hacia Lucca desde un punto de vista eclesiástico.
Esto fue acompañado por la política invasiva y desintegradora de los soberanos lombardos que favorecieron la creación de monasterios o capillas independientes colocados bajo la influencia de complejos monásticos externos (como Bobbio, Leno y Brescia), dotándolos de propiedad estatal y eximiéndolos de la jurisdicción episcopal ordinaria: con cada vez más inmunidades y privilegios pronto se convirtieron en una especie de enclave en la diócesis y la autoridad del abad o prior apenas era mitigado por la reverencia debida al obispo local. Los ejemplos incluyen el monasterio de San Michele a Monte dei Bianchi, el hospital de San Benedetto di Montelungo, el monasterio de Tino y el monasterio de Brugnato. El monasterio de Brugnato acabó convirtiéndose en obispado (en 1133 fue elevado por papa Inocencio II a diócesis sufragánea de la arquidiócesis de Genova) y el de Tino, fundado en el siglo XI, favoreció un desmembramiento parcial de la diócesis. Así, los obispos tuvieron que luchar, por la jurisdicción en su propia diócesis, tanto contra los señores laicos como contra los obispos vecinos, y contra las tendencias autonomistas de los distintos monasterios y, más tarde, contra los complots expansionistas de Génova y Lucca.

#### Diócesis de Luni-Sarzana
A partir del siglo XII los obispos fijaron cada vez más su residencia en Sarzana debido al progresivo declive de Luni; con la aprobación del papa Inocencio III el 7 de marzo de 1202, la sede fue trasladada formalmente a Sarzana el 15 de junio del mismo año. En los siglos siguientes, sin embargo, los obispos no siempre respetaron su residencia, ubicando sus sedes aquí y allá en la diócesis. El problema se resolvió con la bula del papa Paulo II del 21 de julio de 1465 que establecía la residencia oficial en Sarzana y que los obispos llevaban el título de Luni-Sarzana.
El 4 de julio de 1797 mediante la bula In suprema del papa Pío VI la diócesis de Luni-Sarzana cedió una porción de territorio para la erección de la diócesis de Pontremoli; lo mismo el 18 de febrero de 1822 para la erección de la diócesis de Massa mediante la bula Singularis Romanorum del papa Pío VII. En 1855 otras 3 parroquias fueron separadas de Luni-Sarzana y agregadas a la diócesis de Pontremoli.
Inmediatamente sujeta a la Santa Sede, en 1806 fue agregada a la provincia eclesiástica de Génova mediante la bula Expositum cum Nobis, pero ya en 1820 volvió al inmediato sometimiento romano; en 1927 el papa Pío XI mediante la bula Romani Pontifices puso a la diócesis de Luni-Sarzana nuevamente como sufragánea de la arquidiócesis de Génova.

### Diócesis de Brugnato

#### Los orígenes
Los siglos VII y VIII vieron moverse por Europa corrientes misioneras de origen monástico irlandés que fueron utilizadas a menudo con fines políticos, tanto por Bizancio como por los propios lombardos, con el fin de colonizar pueblos y territorios con el cristianismo y luego someterlos a su propio gobierno. En Brugnato, en el centro de Val di Vara, estaba ubicada una de las principales células de estos monjes misioneros, que desde principios del siglo VII tenían como monasterio madre la abadía de San Columbano de Bobbio, que asumió, probablemente en la época del rey lombardo Liutprando, las prerrogativas de abadía. En la ciudad de Pontremoli y sus alrededores existían, en enclaves, algunas parroquias y cuerpos eclesiásticos, pertenecientes desde el siglo IX a la abadía benedictina de Brugnato, de la que formaban parte cuando fue elevada a diócesis, en 1133. Estas realidades eclesiales situadas en el pueblo de Arpiola (comuna de Mulazzo), Caprio (comuna de Filattiera), el priorato de Pontremoli, la ciudad de Teglia (Pontremoli), la rectoría del valle de Zeri (varios pueblos), pasaron tras la erección de la diócesis de Pontremoli, al nuevo obispado en 1787.

#### La erección de la diócesis

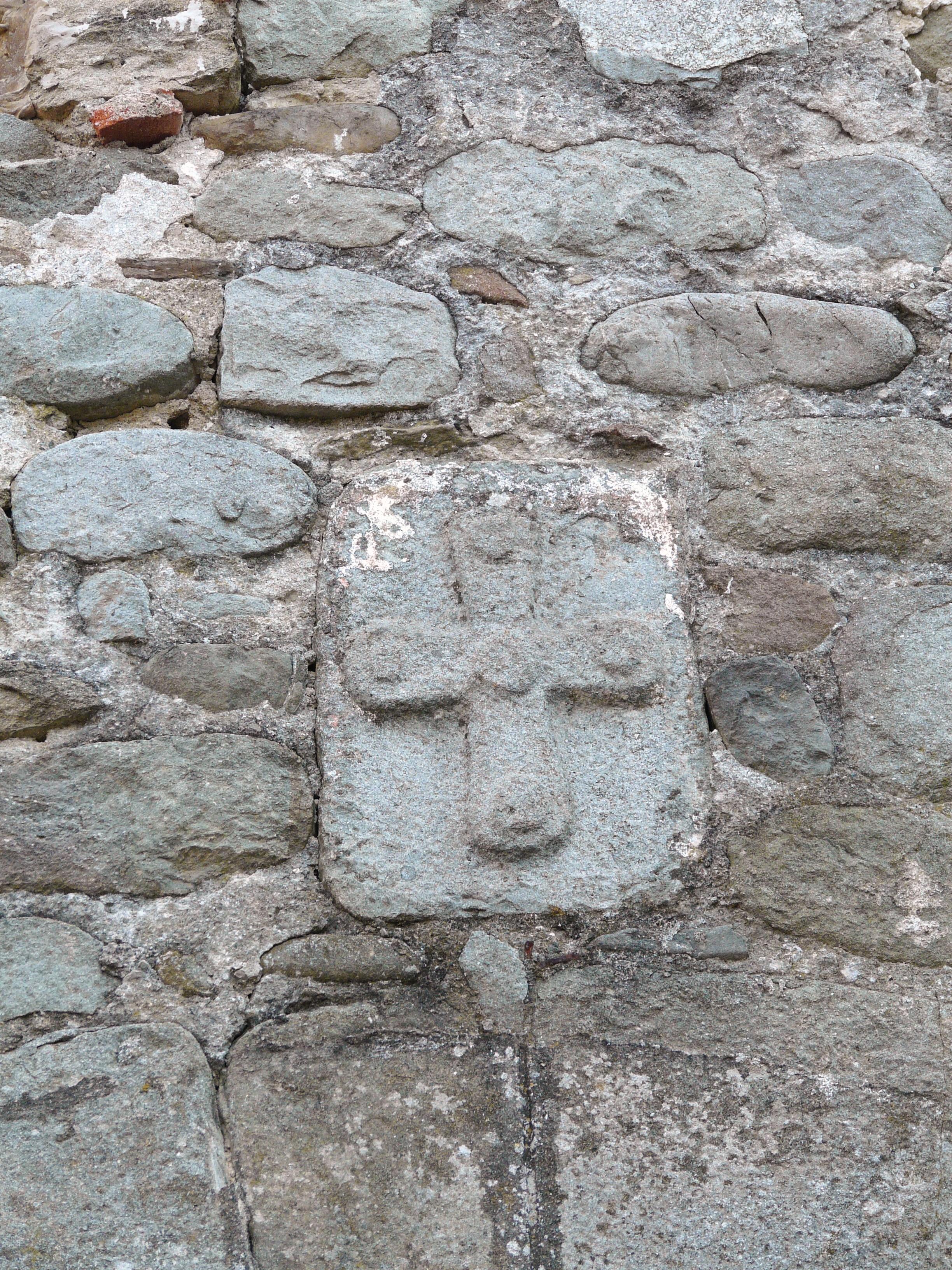
Cruz de los obispos de Brugnato. Abadía dell'Accola, Borghetto di Vara

La diócesis de Brugnato fue erigida el 27 de mayo de 1133 mediante la bula Quemadmodum Sedes Apostolica del papa Inocencio II, obteniendo el territorio de la diócesis de Luni.
La elevación de Génova, en 1133, a sede metropolitana, favoreció la formación de una diócesis a partir del antiguo monasterio de Brugnato, cuyos abades siempre se habían negado a aceptar la sumisión jerárquica, exigida, en cambio, por los obispos de Luni. La diócesis de Brugnato fue erigida, por lo tanto, con la bula papal del 27 de mayo de 1133, dependiendo las iglesias y capillas del monasterio benedictino de Brugnato de los Santos Pedro, Lorenzo y Colombano. Del desmembramiento, aunque formalmente, se obtuvo el territorio de la nueva diócesis en parte de la diócesis de Luni y en parte de la nueva arquidiócesis de Génova. El papa Inocencio II nombró obispo a Hildebrand, abad de Brugnato, y declaró el nuevo obispado sufragáneo de Génova. Las capillas tenían el cuidado de las almas pero no la pila bautismal, y sus fieles debían llevarlas para ser bautizadas a sus parroquias, ubicadas en otras diócesis.

#### El territorio de la diócesis
La erección de la diócesis hizo que la de Luni perdiera algunos territorios en Val di Vara. La diócesis de Brugnato se formó, no a partir de un territorio coherente más o menos vasto, sino a partir del conjunto de bienes del antiguo monasterio benedictino diseminados en las distintas diócesis bajo su jurisdicción, que se tocan en ese punto, y del conjunto de capillas ubicadas dentro de las parroquias de estas diócesis. La diócesis de Brugnato estaba compuesta, en 1820, cuando se unió a la diócesis de Luni-Sarzana, de 6 vicariatos con un total de 30 parroquias. Los obispos de Brugnato establecieron su residencia en Pontremoli de 1302 a 1502. Los prelados también llevaban el título de "conde", que sólo fue abolido después del Concilio Vaticano II. Luego, en 1855, las parroquias de Gotra y Buzzò (hoy ambas en la provincia de Parma) también fueron asignadas a la diócesis de Pontremoli.

#### Los cambios territoriales de la diócesis (1787-1959)
Antes de la reforma fronteriza de 1959, la diócesis de Brugnato se extendía hasta Sestri Levante, donde, durante todo el siglo XVIII, residía habitualmente el obispo de Brugnato, también por razones climáticas. La iglesia de Santa María de Nazaret había sido elevada al rango de concatedral, con posibilidad de consagrar óleos en los ritos pascuales.
Con la erección de la diócesis de Pontremoli, se agregaron al nuevo obispado tres parroquias (San Pietro di Pontremoli; Santa Maria di Teglia; San Lorenzo di Zeri), las tres parte del vicariato de Pontremoli. Para compensar las pérdidas antes mencionadas, la isla de Capraia fue separada de la diócesis de Populonia (Massa Marittima) en 1787 y asignada a la diócesis de Brugnato. El paso real, sin embargo, no se produjo hasta 1791, es decir, después de la muerte del obispo de Luni-Sarzana, Cesare Lomellini. La diócesis de Brugnato perdió la nueva adquisición ya en 1802, cuando Capraia pasó a la diócesis de Ajaccio en Córcega.
El 25 de noviembre de 1820, mediante de la bula Sollicita quam del papa Pío VII, la diócesis de Brugnato se unió aeque principaliter a la diócesis de Luni-Sarzana.
En 1854 el vicariato de Brugnato perdió las parroquias de Rocchetta y Suvero que pasaron a la diócesis de Massa. Las parroquias de Gotra y Buzzò (comuna de Albareto) también fueron separadas, el 1 de agosto de 1855, de la diócesis de Brugnato y asignadas a la diócesis de Pontremoli (hoy su territorio forma parte de la comuna de Albareto y de la diócesis de Massa Carrara-Pontremoli). Sin embargo, las parroquias de Rocchetta y Suvero fueron devueltas a la diócesis de Brugnato el 11 de octubre de 1959.

### Diócesis de La Spezia
Tras el nacimiento del arsenal militar, la ciudad de La Spezia adquirió cada vez más importancia en comparación con las localidades cercanas.
El 12 de enero de 1929 mediante la bula Universi dominici, el papa Pío XI erigió la diócesis de La Spezia, sufragánea de Génova, constituida por 18 parroquias obtenidas de la diócesis de Luni-Sarzana; la iglesia de Cristo Rey pasó a ser catedral diocesana. Al mismo tiempo, la nueva diócesis se unió aeque principaliter a la sede de Luni-Sarzana y Brugnato, que adoptó el nuevo nombre de diócesis de Luni, es decir, La Spezia, Sarzana y Brugnato. La única curia diocesana se estableció en La Spezia, que se convirtió en la residencia habitual del obispo. Se mantuvieron los cabildos de los canónigos de las catedrales de Sarzana y Brugnato.
El 26 de julio de 1959, el decreto Ad animarum saluti de la Congregación Consistorial actualizó los límites de la diócesis, que había perdido varias porciones de territorio a lo largo de los años en favor de diócesis recién erigidas.
El 20 de junio de 1964, mediante el decreto Quo aptius de la Congregación para los Obispos, la localidad de Case Fazzi, en la comuna de Tornolo, que hasta entonces había pertenecido a la parroquia de Scurtabò, fue cedida a la diócesis de Plasencia; con esta disposición los límites de la diócesis llegaron a coincidir con los de la provincia de La Spezia.
El 11 de mayo de 1974, con la carta apostólica Mira eademque, el papa Pablo VI proclamó a la Santísima Virgen María, conocida como Nuestra Señora del Soviore, como patrona principal de la diócesis de Luni.
El 4 de agosto de 1975, mediante el decreto Litteris apostolicis de la Congregación para los Obispos, el título de Luni fue abolido, que pasó a ser sede titular, y la diócesis cambió su nombre para el de diócesis de La Spezia, Sarzana y Brugnato.

### Diócesis de La Spezia-Sarzana-Brugnato
El 30 de septiembre de 1986, mediante el decreto Instantibus votis de la misma congregación, se estableció la unión plena de las tres diócesis y el nuevo distrito eclesiástico tomó su nombre actual.

## Estadísticas
Según el Anuario Pontificio 2022 la diócesis tenía a fines de 2021 un total de 214 828 fieles bautizados.
| Año                                                                             | Población            | Población | Población      | Sacerdotes | Sacerdotes    | Sacerdotes    | Bautizados por sacerdote | Diáconos permanentes | Religiosos | Religiosos | Parroquias |
| Año                                                                             | Bautizados católicos | Total     | % de católicos | Total      | Clero secular | Clero regular | Bautizados por sacerdote | Diáconos permanentes | Varones    | Mujeres    | Parroquias |
| ------------------------------------------------------------------------------- | -------------------- | --------- | -------------- | ---------- | ------------- | ------------- | ------------------------ | -------------------- | ---------- | ---------- | ---------- |
| 1950                                                                            | 243 200              | 245 266   | 99.2           | 299        | 216           | 83            | 813                      |                      | 122        | 492        | 150        |
| 1970                                                                            | 243 825              | 247 667   | 98.4           | 305        | 223           | 82            | 799                      |                      | 95         | 420        | 189        |
| 1980                                                                            | 245 600              | 249 600   | 98.4           | 283        | 184           | 99            | 867                      |                      | 119        | 404        | 192        |
| 1990                                                                            | 227 875              | 232 176   | 98.1           | 202        | 155           | 47            | 1128                     | 9                    | 54         | 325        | 188        |
| 1999                                                                            | 221 318              | 223 668   | 98.9           | 177        | 129           | 48            | 1250                     | 21                   | 50         | 229        | 188        |
| 2000                                                                            | 221 118              | 223 565   | 98.9           | 171        | 126           | 45            | 1293                     | 24                   | 45         | 230        | 186        |
| 2001                                                                            | 220 942              | 223 638   | 98.8           | 167        | 124           | 43            | 1323                     | 24                   | 43         | 229        | 186        |
| 2002                                                                            | 218 889              | 221 274   | 98.9           | 164        | 119           | 45            | 1334                     | 24                   | 47         | 195        | 186        |
| 2003                                                                            | 212 726              | 215 137   | 98.9           | 165        | 117           | 48            | 1289                     | 23                   | 50         | 191        | 186        |
| 2004                                                                            | 213 451              | 215 935   | 98.8           | 159        | 111           | 48            | 1342                     | 23                   | 49         | 187        | 186        |
| 2013                                                                            | 216 100              | 218 702   | 98.8           | 138        | 109           | 29            | 1565                     | 21                   | 33         | 120        | 186        |
| 2016                                                                            | 219 024              | 221 663   | 98.8           | 133        | 103           | 30            | 1646                     | 19                   | 31         | 100        | 186        |
| 2019                                                                            | 217 290              | 219 909   | 98.8           | 132        | 101           | 31            | 1646                     | 18                   | 32         | 103        | 186        |
| 2021                                                                            | 214 828              | 217 418   | 98.8           | 121        | 92            | 29            | 1775                     | 19                   | 30         | 100        | 186        |
| Fuente: Catholic-Hierarchy, que a su vez toma los datos del Anuario Pontificio. |                      |           |                |            |               |               |                          |                      |            |            |            |

## Episcopologio

### Obispos de Luni
- San Basilio † (siglo V)
- San Solario † (siglo V)
- San Euterio? † (siglo V)
- San Felice † (mencionado en 465)
- Vittore † (antes de 501-después de 502)
- Giusto † (mencionado en 556)[nota 1]
- Basilio II? † (segunda mitad del siglo VI)
- San Venanzio † (antes de 593-después de 603)
- San Terenzio † (primera mitad del siglo VII)
- Lucio? † (circa 620-635)
- Lazzaro I? † (circa 635-645)
- Tommaso † (mencionado en 649)
- Severo † (mencionado en 679)
- Lintecario † (?-753 falleció)
- Felerado † (mencionado en 769)
- Apollinare † (fines del siglo VIII)
- Gualcherio † (en la época de Carlomagno, inicios del siglo IX)
- Petroaldo † (mencionado en 826)
- Teodolasio † (mitad del siglo IX circa)
- San Ceccardo † (?-860 falleció)
- Gualterio I † (antes de 872?-después de 884)
- Odelberto † (antes de 899-941 falleció)
- Anselmo? † (circa 941-?)
- Adalberto † (antes de 963-después de 967)
- Gottifredo I † (976?-después de octubre de 998)
- Filippo I † (? renunció)
- Guido I † (antes de 1020-después de 1027)
- Eriberto † (mencionado en 1039)
- Guido II † (antes de 1054-después de 1078)
- Lazzaro II †
- Filippo II † (antes de 1095-después de 1096)
- Andrea I † (antes de 1124-después de 1126)
- Filippo III † (1127?-1128?)
- Gottifredo II † (1129-1156 falleció)
- Alberto †?
- Andrea II † (antes de enero de 1160-después de abril de 1163)
- Raimondo † (mencionado en febrero de 1168)[nota 2]
- Pipino Arrighi di Pisa† (antes de agosto de 1170-después de 1176)
- Pietro † (circa 1178-después de febrero de 1190)
- Rolando † (noviembre de 1190 electo-circa de febrero de 1193 falleció)
- Gualtiero II † (antes de noviembre de 1193 electo-1213 falleció)
- Marzucco † (1213-1221 falleció)
- Noradino † (1221-1224 falleció)
- Buttafava † (1224-1226 renunció)[nota 3]
- Guglielmo † (antes de mayo de 1228-1272 falleció)[nota 4]
- Enrico da Fucecchio † (3 de abril de 1273-1297 renunció)[nota 5]
- Antonio Nuvolone da Camilla † (8 de marzo de 1297-1307 falleció)
  - Sede vacante (1307-1312)
- Gherardino Malaspina † (9 de mayo de 1312-enero de 1318 falleció)
- Bernabò Malaspina † (20 de agosto de 1320-5 de agosto de 1338 falleció)
- Antonio Fieschi † (4 de noviembre de 1338-1343 falleció)
- Agapito Colonna † (9 de enero de 1344-1344 falleció)
- Giordano Colonna † (25 de mayo de 1344-1351 falleció)
- Gabriele Malaspina † (24 de octubre de 1351-1359 falleció)
- Antonio da Siena, O.P. † (1359-1363 falleció)[nota 6]
- Barnaba Malaspina (Bernabò Griffi) † (25 de febrero de 1363-31 de enero de 1374 nombrado obispo de Penne y Atri)
- Beato Giacomo Campano, O.P. † (1378-1380 renunció)
- Beato Giacomo Piccolomini, O.F.M. † (1380-1383 falleció)
- Gerardo Pasqualoni, O.F.M. † (1383-1385 falleció)
- Francesco Lante, O.F.M. † (1386-12 de abril de 1390 nombrado obispo de Brescia)
- Martino de Ferrari, O.S.A. † (12 de abril de 1390-1394 falleció)
- Giovanni Montino † (1395-1406 falleció)
- Giacomo de Rossi † (1406-6 de marzo de 1415 nombrado arzobispo de Nápoles)
  - Aragonio Malaspina † (22 de septiembre de 1407-9 de febrero de 1415 nombrado arzobispo de Brindisi) (administrador apostólico del antipapa Benedetto XIII)
- Francesco Manfredi † (6 de marzo de 1415-1465 nombrado obispo de Luni-Sarzana)

### Obispos de Luni-Sarzana
- Francesco Manfredi † (1465-1469 falleció)
- Antonio Maria Parentucelli † (6 de septiembre de 1469-1485)
- Tommaso Benetti † (21 de febrero de 1485-1497 renunció)
- Silvestro Benetti † (28 de abril de 1497-1537 falleció)
- Giovanni Francesco Pogliasca † (28 de noviembre de 1537-1561 falleció)
- Simone Pasqua di Negro † (14 de febrero de 1561-4 de septiembre de 1565 falleció)
- Benedetto Lomellini † (7 de septiembre de 1565-17 de marzo de 1572 nombrado obispo de Anagni)
- Giovanni Battista Bracelli † (2 de junio de 1572-17 de abril de 1590 falleció)
- Giovanni Battista Salvago † (14 de mayo de 1590-24 de enero de 1632 falleció)
- Giovanni Domenico Spinola † (26 de abril de 1632-1 de diciembre de 1636 nombrado arzobispo a título personal de Mazara del Vallo)
- Prospero Spinola † (7 de septiembre de 1637-17 de julio de 1664 falleció)
- Giovanni Battista Spinola † (22 de abril de 1665-13 de septiembre de 1694 nombrado arzobispo de Génova)
- Giovanni Girolamo Naselli † (7 de febrero de 1695-agosto de 1709 falleció)
- Ambrogio Spinola, B. † (10 de marzo de 1710-29 de junio de 1726 renunció)
- Giovanni Girolamo della Torre, B. † (1 de julio de 1726-21 de abril de 1757 falleció)
- Giulio Cesare Lomellini, C.R.M. † (23 de mayo de 1757-24 de febrero de 1791 falleció)
- Francesco Maria Gentili † (26 de septiembre de 1791-17 de septiembre de 1795 renunció)
- Vincenzo Maria Maggioli, O.P. † (22 de septiembre de 1795-24 de septiembre de 1804 nombrado obispo de Savona)
- Giulio Cesare Pallavicini † (24 de septiembre de 1804-13 de mayo de 1819 falleció)

### Obispos de Brugnato
- Ildebrando † (1133-?)
- Gerolamo Lomellino † (1147-circa 1172 falleció)
- Lanfranco † (mencionado en 1178)
- Alberto † (antes de 1188-después de 1188)
- Guglielmo Spinola † (antes de 1190-1200 falleció)
- Sinibaldo Fieschi † (1200-26 de noviembre de 1230 falleció)
- Guglielmo Contardi † (1230-1251 falleció)
- Balduino Fieschi † (1252-1262 falleció)
- Filippo Pallavicini † (1262-1265 falleció)
- Sorleone, O.P. † (1265-1280 falleció)
- Filippo Passano † (1281-1288 falleció)
- Arduino Franchi † (1288-después de 1292 falleció)
- Giacomo da Pontremoli † (1300-1320 falleció)
- Gherardo Spinola, O.F.M. † (16 de enero de 1321-enero de 1340 falleció)
- Lamberto Guidiccioni † (26 de enero de 1340-1344 falleció)
- Torpete Cancelli, O.S.B. † (28 de mayo de 1344-1350 falleció)
- Ludovico Pallavicino † (1350-1362 falleció)
- Nicolò † (1362-1362 falleció)
- Ludovico Gandolfo, O.F.M. † (20 de febrero de 1363-1 de mayo de 1390 falleció)
- Landone Plancio † (1 de junio de 1390-1400 falleció)
- Francesco Cotica, O.S.B. † (29 de octubre de 1400-1412 falleció)
- Simone Tommasi † (7 de abril de 1412-1418 falleció)
- Tommaso Trigone, O.S.B. † (14 de noviembre de 1418-1438 renunció)
- Antonio Vergafalce † (2 de mayo de 1438-1467 falleció)
- Bartolomeo Ugerio † (23 de diciembre de 1467-1479 falleció)
- Antonio Valdettaro † (27 de agosto de 1479-1492 falleció)
- Simone Chiavari, O.S.B. † (11 de abril de 1492-1502 renunció)
- Lorenzo Fieschi † (27 de septiembre de 1502-1510 renunció)
- Melchiorre Grimaldi † (24 de mayo de 1510-1512 falleció)
  - Filippo Sauli † (14 de junio de 1512-1528 renunció) (administrador apostólico)
  - Girolamo Grimaldi † (25 de septiembre de 1528-6 de junio de 1535 renunció) (administrador apostólico)
  - Agostino Trivulzio † (7 de junio de 1535 o 21 de febrero de 1539-5 de marzo de 1548 renunció) (administrador apostólico)
- Antonio Cogorno, O.P. † (5 de marzo de 1548-1565 renunció)
- Giulio Sauli † (26 de octubre de 1565-1570 falleció)
- Antonio Paliettino, O.F.M.Conv. † (16 de julio de 1571-17 de octubre de 1579 falleció)
- Nicolò Mascardi † (30 de enero de 1580-9 de abril de 1584 nombrado obispo de Mariana)
- Camillo Doddeo † (13 de agosto de 1584-15 de abril de 1592 nombrado obispo de Fossano)
- Stefano Baliano † (11 de mayo de 1592-1609 falleció)
- Francesco Mottini † (29 de abril de 1609-1623 falleció)
- Vincenzo Giovanni Spinola, O.S.A. † (6 de marzo de 1623-1639 falleció)
- Francesco Durazzi † (16 de enero de 1640-15 de mayo de 1652 falleció)
- Giantommaso Gastaldi † (26 de agosto de 1652-1655 falleció)
- Giambattista Paggi † (14 de junio de 1655-8 de febrero de 1663 falleció)
- Giambattista Da Diece † (2 de julio de 1663-28 de abril de 1696 falleció)
- Francesco Sacco, C.R. † (27 de marzo de 1697-21 de diciembre de 1721 falleció)
- Nicolò Leopoldo Lomellini † (23 de septiembre de 1722-28 de abril de 1754 falleció)
- Domenico Tatis, O.S.B.Oliv. † (22 de julio de 1754-29 de octubre de 1765 falleció)
- Francesco Maria Gentili † (31 de agosto de 1767-26 de septiembre de 1791 nombrado obispo de Luni-Sarzana)
- Giovanni Luca Solari † (18 de junio de 1792-26 de septiembre de 1810 falleció)
  - Sede vacante (1810-1820)[nota 7]

### Obispos de Luni-Sarzana y Brugnato
- Luigi Scarabelli, C.M. † (2 de octubre de 1820-26 de abril de 1836 renunció)
- Francesco Agnini † (19 de mayo de 1837-8 de marzo de 1853 falleció)
- Giuseppe Rosati † (22 de febrero de 1867-5 de septiembre de 1881 falleció)
- Giacinto Rossi, O.P. † (18 de noviembre de 1881-29 de enero de 1899 falleció)
- Giovanni Carli † (19 de junio de 1899-5 de enero de 1921 falleció)
- Bernardo Pizzorno † (7 de marzo de 1921-6 de agosto de 1926 falleció)
  - Sede vacante (1926-1929)[nota 8]

### Obispos de Luni, es decir La Spezia, Sarzana y Brugnato
- Giovanni Costantini † (8 de febrero de 1929-26 de julio de 1943 nombrado presidente de la Pontificia Comisión Central para el Arte Sacro en Italia[nota 9])
  - Sede vacante (1943-1945)<ref group='nota'>Durante la vacancia de la sede, desde el 13 de noviembre de 1943, fue administrador apostólico Giuseppe Stella, luego nombrado obispo Giuseppe Stella † (7 de septiembre de 1945-4 de agosto de 1975 nombrado obispo de La Spezia, Sarzana y Brugnato)

### Obispos de La Spezia, Sarzana y Brugnato
- Giuseppe Stella † (4 de agosto de 1975-3 de septiembre de 1975 retirado)
- Siro Silvestri † (3 de septiembre de 1975-30 de septiembre de 1986 nombrado obispo de La Spezia-Sarzana-Brugnato)

### Obispos de La Spezia-Sarzana-Brugnato
- Siro Silvestri † (30 de septiembre de 1986-7 de diciembre de 1989 retirado)
- Giulio Sanguineti (7 de diciembre de 1989-19 de diciembre de 1998 nombrado obispo de Brescia)
- Bassano Staffieri † (10 de julio de 1999-6 de diciembre de 2007 retirado)
- Francesco Moraglia (6 de diciembre de 2007-31 de enero de 2012 nombrado patriarca de Venecia)
- Luigi Ernesto Palletti, desde el 20 de octubre de 2012

### Para la sede de Luni (-Sarzana)
- (en italiano) Francesco Lanzoni, Le diocesi d'Italia dalle origini al principio del secolo VII (an. 604), vol. I, Faenza, 1927, pp. 586-589
- (en italiano) Giuseppe Cappelletti, Le Chiese d'Italia dalla loro origine sino ai nostri giorni, vol. XIII, Venecia, 1857, pp. 422-463 y 476-486
- (en italiano) Palemone Luigi Bima, Serie cronologica dei romani pontefici e degli arcivescovi e vescovi, Turín, 1842, pp. 270-277
- (en italiano) Luigi Podestà, I vescovi di Luni dall'anno 895 al 1289. Studi sul Codice Pelavicino nell'Archivio Capitolare di Sarzana, en "Atti e Memorie della Reale Deputazione di Storia Patria per le Province Modenesi", VI (1895), pp. 5-157
- (en latín) Pius Bonifacius Gams, Series episcoporum Ecclesiae Catholicae, Leipzig, 1931, pp. 817-818
- (en latín) Konrad Eubel, Hierarchia Catholica Medii Aevi, vol. 1, pp. 317-318; vol. 2, p. 182; vol. 3, p. 231; vol. 4, p. 226; vol. 5, p. 250; vol. 6, p. 269

### Para la sede de Brugnato
- (en italiano) A. Baldini, Note per una storia delle istituzioni monastiche a Pontremoli – Dalle origini al XIII secolo, en Studi Lunigianesi, 1980, Villafranca, Associazione Manfredo Giuliani, 1980, pp. 201-203;
- (en italiano) Giuseppe Cappelletti, Le Chiese d'Italia dalla loro origine sino ai nostri giorni, vol. XIII, Venecia, 1857, pp. 464-482;
- (en italiano) G. Franchi, M. Lallai, Da Luni a Massa Carrara-Pontremoli – il divenire di una Diocesi fra Toscana e Liguria dal IV al XXI secolo, parte I (La diocesi di Luni), vol. I y II, Massa, Diocesi di Massa Carrara – Pontremoli, 2000, 7, 125 I n. y II 324-325;
- (en italiano) G. Franchi, M. Lallai, Da Luni a Massa Carrara-Pontremoli – il divenire di una Diocesi fra Toscana e Liguria dal IV al XXI secolo, parte II, vol. IV (M. Lallai: capitolo VI: La diocesi di Brugnato, Massa, Diocesi di Massa Carrara – Pontremoli, 2008, 12; 2008 II, 27;
- (en italiano) M. Giuliani, Saggi di storia Lunigianese, Pontremoli, Tipografia Artigianelli, 1982;
- (en italiano) Boris Gombač, Atlante storico delle diocesi toscane, Sommacampagna, Cierre Grafica, 2015; ISBN 978-88-98768-03-5, pp. 133-134;
- (en italiano) Palemone Luigi Bima, Serie cronologica dei romani pontefici e degli arcivescovi e vescovi, Turín, 1842, pp. 249-254;
- (en italiano) G. Pistarino, Le pievi della diocesi di Luni, parte I, La Spezia, Bordighera, Istituto internazionale di studi liguri, 1961;
- (en latín) Pius Bonifacius Gams, Series episcoporum Ecclesiae Catholicae, Leipzig, 1931, p. 818
- (en latín) Konrad Eubel, Hierarchia Catholica Medii Aevi, vol. 1, pp. 148-149; vol. 2, p. 111; vol. 3, p. 141; vol. 4, p. 122; vol. 5, p. 128; vol. 6, p. 132
- (en italiano) G. Volpe, Toscana Medievale - Massa Marittima, Volterra, Sarzana, Florencia, Sansoni Editore, 1964